# Tubilustrium typicum
Tubilustrium typicum är en insektsart som beskrevs av William Lucas Distant 1916. Tubilustrium typicum ingår i släktet Tubilustrium och familjen Caliscelidae. Inga underarter finns listade i Catalogue of Life.